# Nadia Dorofejeva
Nadia Volodymyrivna Dorofejeva (Oekraïens: Надія Володимирівна Дорофєєва; Simferopol, 21 april, 1990) is een Oekraïens zangeres, model, actrice en  youtuber. Dorofejeva kreeg internationale bekendheid als zangeres van het popduo Vremja i Steklo.

## Biografie
Dorofejeva werd in 1990 geboren in de stad Simferopol op de Krim. Vanaf jongs af aan nam Dorofojeva deel aan muzikale wedstrijden in binnen- en buitenland. Ze nam op veertienjarige leeftijd deel aan Black Sea Games, waar ze de eerste prijs haalde. In 2005 nam ze deel aan het televisieprogramma Sjans (Nederlands: De kans), waar ze de finale haalde. Daarna vertrok ze naar Moskou, waar ze van 2005 tot 2007 deel uitmaakte van de meidengroep M.Tsj.S.. Ze studeerde daar ook aan de Moskouse Staatsuniversiteit voor Kunst en Cultuur.
In 2008 nam ze deel aan het Oekraïense programma Amerikanski sjans (Nederlands: De Amerikaanse kans), waarin vijf Oekraïense vrouwen als meidengroep Glam probeerden door te breken in de Verenigde Staten onder leiding van Ihor Kondratjoek. Het project liep uit op een mislukking en Glam bracht slechts één single uit, Thirsty.
In 2010 werd Dorofejeva gescout via een internetcasting door de zanger Potap om een popduo te gaan vormen samen met Oleksij Zavgorodnij, onder de naam Vremja i Steklo. Het duo had in de eerste jaren van het bestaan redelijk succes in Oekraïne. Na de single Imia 505 brak het duo door in Rusland en er kwam ook wereldwijd aandacht voor hun muziek. Sinds 2016 brengt Dorofejeva ook solonummers uit. Dorofejeva begon datzelfde jaar met haar YouTube-carrière en maakt wekelijks vlogs.

## Privéleven
Dorofejeva trouwde in 2016 met zanger Volodymyr Dantes.

## Discografie

### Albums

#### Als onderdeel van Vremja i Steklo
- Vremja i Steklo (2015)

### Singles

#### Als onderdeel van M.Tsj.S.
- Seti ljoebvi (2005)

#### Als onderdeel van Glam
- Thirsty (2008)

#### Als onderdeel van Vremja i Steklo
- Tak bypala karta (2010)
- Ljoebvi totsjka njet (2010)
- Skachat beslatno (2011)
- Serebrjanoe more (2011)
- Kafel (2011)
- Garmosjka (2012)
- Sleza (2012, met Potap)
- #kAroche (2013)
- Zaberi (2014)
- Imia 505 (2015)
- Pesnja 404 (2015)
- Navernopotomoetsjto (2016)
- Na stile (2016)
- Back2Leto (2017)

#### Solo
- Abnimos/Dosvidos (2016)
- Ne zaberaj menja s pati (2017)
- Gluboko (2018)
- Хай пишуть (2023)